# 王衍 (西晋)
王衍（256年—311年），字夷甫，瑯琊臨沂（今山東臨沂）人。出身瑯琊王氏，司徒王戎的堂弟，在西晉官至司徒。王衍為人喜好清談，不喜歡參與實質政事，並以求自保為首要，西晉末年在經歷八王之亂後民變四起，更有匈奴人劉淵建立漢國對抗晉室，身為三公之一的王衍不以拯救國家為己任，反而在方鎮樹立親族作為外援和退路。最終被石勒俘殺。後世指責王衍「清談誤國」，應為西晉覆亡承擔一些責任。

## 生平
王衍十四歲時，在洛陽造訪羊祜，說話時言辭清晰明辨，羊祜雖然有名氣和地位尊貴，但王衍都沒屈己下人的表現，令眾人都十分驚異。楊駿當時更打算將女兒嫁給王衍，但王衍恥於與楊駿結交，於是裝狂令事情不成。
泰始八年（272年），朝廷下詔官員推舉能安定邊疆的奇才，當時王衍喜歡談論縱橫之術，尚書盧欽因而推舉王衍為遼東太守。王衍卻不接受，更從此不論世事，只作清談。及後先後任太子舍人、尚書郎、元城縣令。作職期間雖然仍有做官府事務，但還是終日清談。後來王衍轉任中庶子、黃門侍郎。
王衍後歷任北軍中候、中領軍、尚書令，並嫁幼女王惠風給皇太子司馬遹為太子妃。元康九年（299年），賈后誣陷司馬遹並廢掉其太子之位，王衍害怕禍及自己，上表請求司馬遹與王惠風離婚。趙王司馬倫於永康元年（300年）廢殺賈后，王衍便因上表離婚一事遭到彈劾，並建議禁錮終身；惠帝聽從。次年司馬倫篡位稱帝，因王衍向來看不起司馬倫為人，於是裝作發狂並斬擊婢女自保。同年，司馬倫被討伐他的齊王司馬冏等擊敗，並被誅殺，王衍轉拜河南尹，後轉尚書，及後又任中書令。當時司馬冏自恃助惠帝復位，專擅朝政，朝臣見他都下拜，唯王衍只行長揖之禮。及後因病去職。成都王司馬穎選王衍任中軍師，後任光祿大夫。永興元年（304年）遷尚書左僕射，領吏部。光熙元年（306年）十二月，晉懷帝即位，王衍升任尚書令、司空，次年改任司徒。
王衍雖然官至司徒，位居宰輔，但不以國家為首，反而日夜思索自保的計策。王衍於是向太傅東海王司馬越說：「中原已經大亂，我們應當依靠方鎮，要選用文武雙全者任職地方首長。」及後即任命弟弟王澄為荊州刺史，族弟王敦為青州刺史。更向二人說：「荊州有長江和漢水天險，青州又東瀕大海，你們二人在外而我留在朝中，可謂狡兔三窟了！」王衍的舉動遭當時有識之士鄙視。
永嘉二年（308年），王彌進攻洛陽，晉懷帝下詔加王衍都督征討諸軍事、持節、假黃鉞，率眾抵抗王彌。最終王衍成功擊敗王彌，並獲得其輜重。次年，王衍遷任太尉，並封武陵侯，但王衍辭讓封爵。當時洛陽屢次遭到漢國軍隊侵擾，很多人建議遷都避禍，但王衍卻賣掉車牛，堅持留都洛陽。永嘉四年（310年），司馬越領大軍出鎮許昌，並以行臺隨行，王衍亦兼任太傅軍司與大軍同行。次年司馬越在項縣逝世，眾人推舉王衍為元帥，王衍見當時賊寇橫行，局勢混亂，不敢接受，推讓給襄陽王司马范，但司馬範亦辭讓。最終王衍與司馬範等共同率領軍隊護送司馬越靈柩回東海國安葬。石勒知道司馬越的死訊後領兵追擊，在苦縣寧平城追及並擊潰王衍所率領的晉軍，十餘萬將士被殺，王衍等人亦被石勒所俘。
石勒後接見王衍，問他西晉的事，王衍陳述西晉衰敗的原由，並稱責任不在自己。石勒聽後甚為高興，與他相談了數日。及後王衍又向石勒說自己自少就不想當官及不與世事，希望自保，並且勸石勒稱帝。石勒聽後十分憤怒，說：「你名揚四海，身居重任，一生為官，怎可以說不與世事！破壞天下就是你的罪。」說罷命隨從押王衍出去。及後石勒向親信孔萇說：「我在世間這麼久也未嘗見過像他這種人，應該留他的性命嗎？」孔萇則說：「他是晉朝的三公，一定不會為我們盡心，那還有甚麼價值呢？」石勒於是決定殺死王衍，但命令不可用鋒刃殺他。王衍於是被石勒所派的人推倒牆壁壓死，享年五十六歲。王衍臨死前說：「唉！我雖然不及古人，但若不崇尚浮華虛誕，盡心匡扶社稷，應不至有今日下場。」

## 性格特徵
- 史載王衍「神情明秀，風姿詳雅」又有盛才美貌，明悟若神，常常自比子貢。
- 王衍喜好玄學，尤其重視何晏、王弼等人立論：「天地萬物皆以無為本。無也者，開物成務，無往不存者也。陰陽恃以化生，萬物恃以成形，賢者恃以成德，不肖恃以免身。故無之為用，無爵而貴矣。」裴頠著論批評他，王衍仍處之自若。
- 王衍幼子夭折，因而極度悲傷，弔喪的山簡認為只是手抱嬰兒，不至於此。但王衍說：「聖人忘情，最下不及於情。然則情之所鍾，正在我輩。」山簡佩服，亦轉為悲痛。[8]
- 王衍妻郭氏貪財，王衍對她貪財的性格很不滿，所以從不說「錢」字。郭氏因而特意命婢女將錢包圍床邊，讓王衍起床後不能離開，卻說：「舉阿堵物卻！」（把這東西拿開！）[9]
- 王衍容貌整麗，妙於談論玄學，常常拿著白玉柄麈尾，玉柄顏色與他的手都無分別。[10]

## 逸事
- 彭城王司馬權有一快牛，司馬權對牠十分愛惜，但一次輸給了王衍。司馬權說：「君欲自乘則不論；若欲噉者，當以二十肥者代之。既不廢噉，又存所愛。」但王衍仍將快牛殺了食用。[11]
- 王衍父親王乂死後，獲很多人相贈財物，親朋於是請求王衍貸款給他們，王衍亦順從，但數年之間財產就全數耗盡。
- 王衍曾因事拜託族人，但沒有回音。二人在一次飲宴中相遇，王衍說：「近屬尊事，那得不行？」族人聽後大怒，便舉樏擲向他的面。王衍起初無言，清洗後則牽著王導手臂一同坐車離開。但及後心中不平，在車中照鏡，向王導說：「爾看吾目光乃在牛背上矣。」

## 成語

### 信口雌黃
王衍說話時每當覺得義理有所不當，就會隨即更改，當時人因而称他「口中雌黄」。
在中国古代，雌黄经常用来修改错字。因此，在汉语环境中，雌黄有竄改文章的意思，并且有着“胡说八道”的引申义。王衍的「口中雌黃」就引申出成語「信口雌黄」。

## 評價
- 《晉書》評價：「夷甫仰希方外，登槐庭之顯列，顧漆園而高視。彼既憑虛，朝章已亂。……夷甫區區焉，佞彼兇渠，以求容貸，穨牆之隕，猶有禮也。」
- 《晉書》贊曰：「夷甫兩顧，退求三穴。神亂當年，忠乖曩列。」
- 羊祜：「王夷甫方以盛名處大位，然敗俗傷化，必此人也」[14]
- 山濤：「何物老嫗，生寧馨兒[15]！然誤天下蒼生者，未必非此人也。」[16][17]
- 王戎：「（當世）未見其比，當從古人中求之。」[17]
- 劉納：「王夷甫太解明。」[18]
- 王敦：「夷甫處眾中，如珠玉在瓦石間。」
- 桓溫：「遂使神州陸沈，百年丘墟，王夷甫諸人，不得不任其責！」[19]

## 家庭

### 祖父
- 王雄，王衍祖父，曹魏幽州刺史。[20]

### 父親
- 王乂，王衍之父，西晉平北將軍。

### 兄弟
- 王澄，王衍之弟，官至荊州刺史，後被司馬睿召為軍諮祭酒，不久被王敦殺害。
- 王詡，王衍之弟，字季胤，仕至脩武令。[21]

### 夫人
- 太原郭氏，相国参军郭豫之女，是賈后的表姐妹[22][23]

### 子女
- 王景風，王衍長女，長相甚美，嫁賈充之孫賈謐。
- 王惠風，王衍女，嫁愍怀太子司馬遹，後離婚。永嘉之亂後被漢國將領喬屬所殺。
- 王氏，王衍四女，嫁司空掾、散騎郎裴遐，生女裴穆。[24]
- 王玄，王衍之子，與衛玠齊名，官至陳留太守。

### 族人
- 王戎，王衍堂兄，西晉大臣，官至司徒。